# Dinopsyllus hirsutus
Dinopsyllus hirsutus är en loppart som först beskrevs av Rothschild 1908.  Dinopsyllus hirsutus ingår i släktet Dinopsyllus och familjen mullvadsloppor. Inga underarter finns listade i Catalogue of Life.